# Mignon-Ei

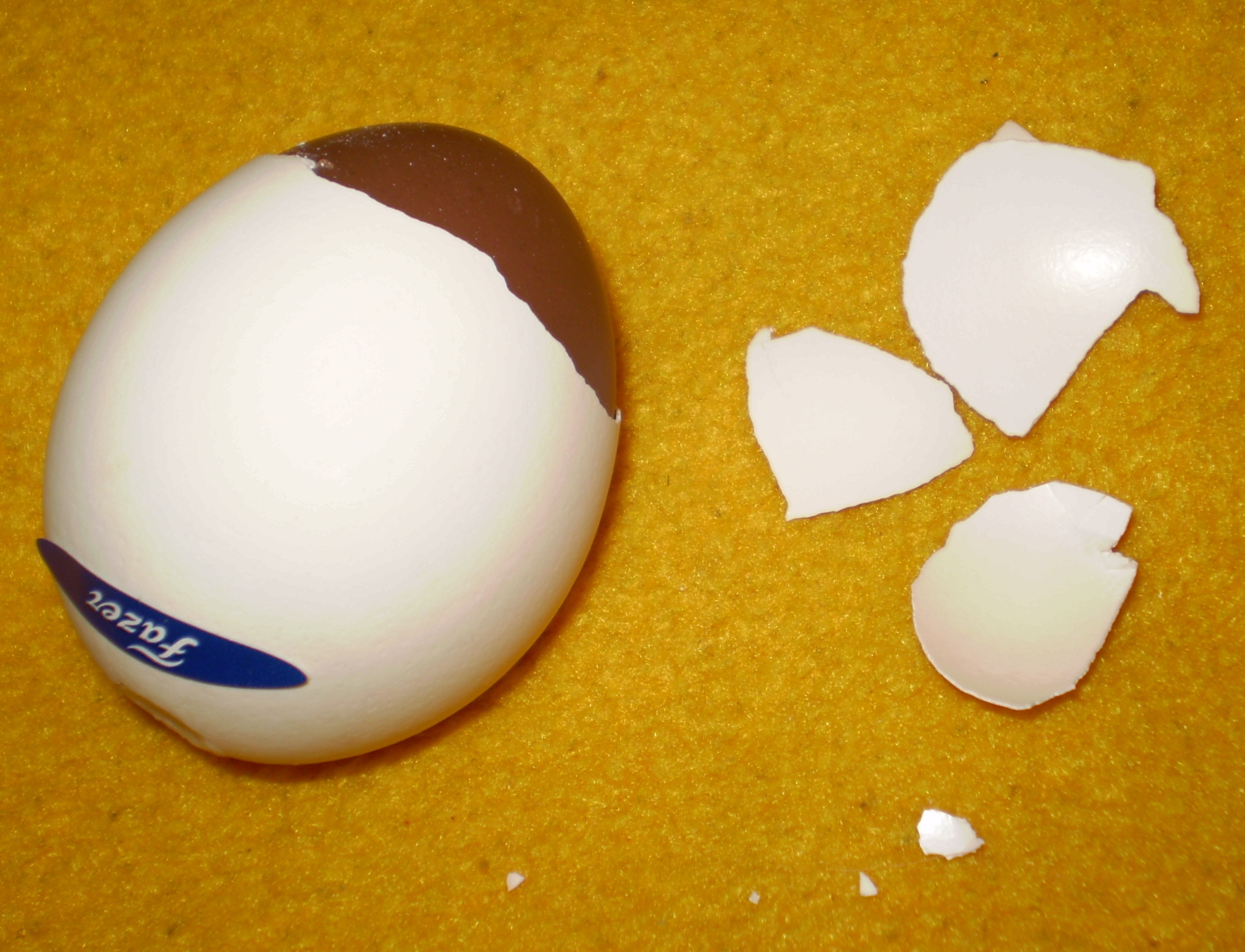
Mignon-Ei

Das Mignon-Ei ist eine finnische Süßware, die aus der mit Nougat gefüllten Schale eines Hühnereis besteht. Die Eier werden von Fazer seit 1896 vertrieben und sind nach Pihlaja (1895) das zweitälteste Produkt des Herstellers.

## Herstellung
Zuerst wird ein Loch an der Unterseite des Eis gebohrt. Es wird von Eigelb und Eiweiß befreit und gereinigt. Jedes Ei wird manuell mit einer flüssigen Mandel-Haselnussnougatmasse befüllt, die später erstarrt. Abschließend wird das Ei getrocknet und mit einem Pfropfen aus Puderzucker, Reis-Protein und ein wenig Wasser verschlossen. Jedes Ei wiegt nach der Produktion inklusive Füllung 52 g. Dies wird durch die Auswahl gleichmäßig großer Eier sichergestellt. Die Eier werden von Hand verpackt, um Beschädigungen der Schale zu vermeiden.

## Sonstiges
- Das Wort „Mignon“ kommt aus dem Französischen und bedeutet „süß“ oder „niedlich“.
- Pro Jahr verbraucht Fazer ca. 2,5 Millionen Eierschalen für die Mignon-Produktion, die von November bis März
- Die Füllung enthält jeweils 15 % Mandeln und Haselnüsse. Sie kann Spuren von Ei enthalten,  jedoch keine Milch und ist daher laktosefrei.
- Fazer kaufte das Rezept in Deutschland.
- Man erzählt sich, dass Zar Nikolaus II. zu den ersten prominenten Bewunderern der Mignon-Eier gehörte und sie an seinem Hof in Sankt Petersburg zur festen Ostertradition machte.